# Verdi della Bosnia ed Erzegovina
I Verdi della Bosnia ed Erzegovina (bosniaco e croato:Zeleni Bosne i Hercegovine serbo:Зелени Босне и Херцеговине) è un partito politico ecologista attivo in Bosnia.

## Storia
Il partito è stato fondato nel 2004,come unione di diverse formazioni ecologiste e alcune ONG.
Attualmente aderisce al Partito Verde Europeo.

### Obiettivi
Programma di governo: 
- Costruzione di una Bosnia ed Erzegovina democratica, indipendente e sovrana;
- Tutela dei diritti umani e delle libertà politiche;
- Ingresso della Bosnia ed Erzegovina verso l'Unione europea;
- Un'economia di libero mercato;
- Protezione dell'ambiente;
- Fissazione di standard ecologici per la produzione;
- Rafforzamento delle amministrazioni locali e regionali;